# Prima Lega 1984-1985 (calcio femminile)
La Prima Lega 1984-1985, campionato svizzero femminile di calcio di prima serie, si concluse con la vittoria del FC Seebach.

## Classifica
|  | Pos. | Squadra           | Pt | G  | V  | N | P  | GF | GS | DR  |
|  | ---- | ----------------- | -- | -- | -- | - | -- | -- | -- | --- |
|  | 1.   | Seebach           | 33 | 18 | 16 | 1 | 1  | 80 | 29 | +51 |
|  | 2.   | Berna             | 29 | 18 | 13 | 3 | 2  | 44 | 15 | +29 |
|  | 3.   | Weinfelden        | 22 | 18 | 10 | 2 | 6  | 37 | 24 | +13 |
|  | 4.   | Rapid Lugano      | 19 | 18 | 8  | 3 | 7  | 31 | 26 | +5  |
|  | 5.   | San Gallo         | 17 | 18 | 8  | 1 | 9  | 31 | 39 | -8  |
|  | 6.   | Blue Stars Zurigo | 16 | 18 | 7  | 2 | 9  | 36 | 37 | -1  |
|  | 7.   | Veltheim          | 16 | 18 | 6  | 4 | 8  | 26 | 35 | -9  |
|  | 8.   | Sciaffusa         | 13 | 18 | 5  | 3 | 10 | 26 | 40 | -14 |
|  | 9.   | Bad Ragaz         | 9  | 18 | 3  | 3 | 12 | 10 | 39 | -29 |
|  | 10.  | Spreitenbach      | 6  | 18 | 2  | 2 | 14 | 15 | 52 | -37 |

Legenda:

      Campione di Svizzera.
      Relegate in 2ª Lega.
Note:

Due punti a vittoria, uno a pareggio, zero a sconfitta.